# Бунар (гора)
Буна́р — гора на Среднем Урале, в Горнозаводском округе Свердловской области России. Высота — 612,2 метра. В окрестностях вершины находятся знаменитые Бунарские идолы.

## Наименование
Земли в верховьях рек Тагил и Нейва изначально заселялись финно-угорскими племенами, однако название горы Бунар сравнимо и с тюркским.
Русский учёный-языковед А. К. Матвеев в своём справочнике «Географические названия Свердловской области: топонимический словарь» приводит две версии происхождения названия. Согласно первой «бунар» из тюркских языков — «родник», «источник». Созвучные наименования можно встретить в южнославянских странах Сербии и Боснии и Герцеговине, которые ранее находились под властью Османской империи и сильное испытывали турецкое влияние.
Другой версией наименования Бунара является происхождение из языков автохтонных уральских этносов: часть «нар» означает «гора», что сравнимо с мансийским «нёр» — «каменная гора», «хребет». Менее объяснимым в таком случае является происхождение части «бу» в слове. Изначально наименование горы звучало также Бынар, что засвидетельствовано в источниках XIX века. Раннее звучание «бы» можно связать с наименованием села Быньги и рек Дальняя Быньга и Ближняя Быньга, где часть слова «га» означает «река». Таким образом, наименования Бунар (Бынар) и Быньга могут быть сложены из двух составных частей, первая из которых имеет общее происхождение.
Наименование горы легло также в основу двух рек, стекающих с гор:
- Бунар — правый приток Тагила, протекающий с юго-востока на северо-запад,
- Бунарка — левый приток Нейвы, протекающий с юго-запада на северо-восток.

## География
Гора Бунар расположена в лесистой части Уральского хребта. Вместе с расположенными к северу и к югу от данной горы вершинами образует Бунарский хребет, протяжённость которого составляет примерно 15 километров. Бунар находится между городами Верхним Тагилом и Новоуральском, приблизительно в 8 километрах к юго-юго-востоку от первого и в 10 километрах к северо-западу от второго. К востоку от Бунарского кряжа расположены горы Заплотная, Бакушная, Караульная, Кирпичная Пчельник.
Бунар является самой высокой горой в окрестностях Верх-Нейвинска и Новоуральска и в Тагило-Нейвинском междуречье в целом. Высота вершины — 612,2 метра над уровнем моря.
На горе и её предгорьях произрастает в основном хвойный лес. На вершине горы из-за вырубок на этом месте хвойных деревьев или по другим причинам можно встретить также лиственные деревья. Сама вершина Бунара, в отличие от расположенных в окрестностях Бунарских идолов, не представляет собой высокие скалы. Здесь встречаются лишь небольшие скальные выходы. В окрестностях Бунара обитают медведи.
Добраться до Бунара можно по лесным дорогам, ведущим на юг от Белоречки и на запад от КПП № 9 города Новоуральска. Со стороны Новоуральска необходимо сначала пройти по Заплотному шоссе, затем по лесной дороге от карьера на Заплотной горе.
По восточному склону горы Бунар проходит граница между двумя административно-территориальными единицами Свердловской области: городом Кировградом и ЗАТО городом Новоуральском. По линии административной границы здесь также проходит граница между двумя муниципальными образованиями: муниципальным округом Верхний Тагил и Новоуральским городским округом.

## Бунарские идолы

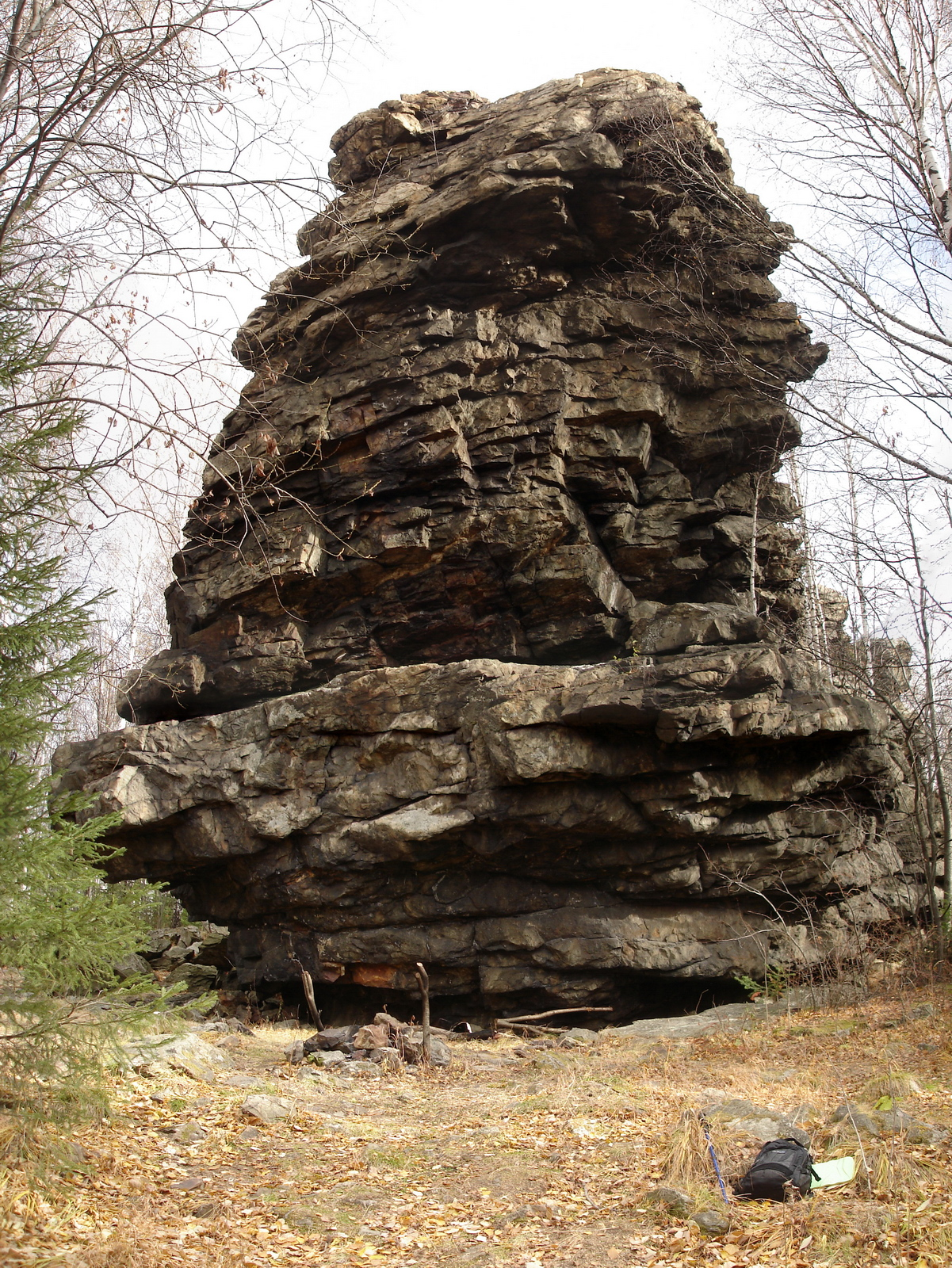
Бунарские идолы

На небольшом отдалении от вершины горы находятся скалы — так называемые Бунарские идолы: Медведь-камень и Чёртов палец. Добраться до них можно по лесным тропам из Белоречки.

### Медведь-камень
Скальная гряда Медведь-камень расположена в 2,5 км к северо-востоку от вершины Бунара, в 100 метрах к западу от высоковольтной линии «Песчаная — ВТГРЭС». Название Медведь-камня пошло от одного из выступающих навесов. Ввиду многовекового выветривания скала обрела вид медвежьей головы, пастью которой стал данный навес. Скалы тянутся на восток, постепенно снижаясь. В давние годы хвойный лес вокруг Медведь-камня был вырублен, после чего тут постепенно выросли вторичные лиственные леса берёзы и осины.

### Чёртов палец
Скала Чёртов палец находится среди хвойного леса в 2 км к северу от вершины Бунара, и представляет собой огромный остроконечный зубец. На вершине скалы есть плоская площадка, с которой можно наблюдать окрестности. Здесь открывается вид на Верхний Тагил, в том числе трубы Верхнетагильской ГРЭС. Ранее Чёртов палец был местом гнездования хищных птиц.